# Космос (дворец спорта)
Дворец спорта «Космос» — домашняя арена мужского волейбольного клуба «Белогорье» и фарм-клуба «Белогорье-2». 
Во Дворце спорта, кроме волейбольного зала, есть залы для занятий хореографией, боксом, гимнастикой.
В дополнение к основному назначению используется для проведения концертов.
На крыльце Дворца спорта установлена скульптурная композиция «Волейболисты».